# SN 1969D
SN 1969D – supernowa odkryta 17 lutego 1969 roku w galaktyce PGC0017055. W momencie odkrycia miała maksymalną jasność 17,50m.